# Maaseik

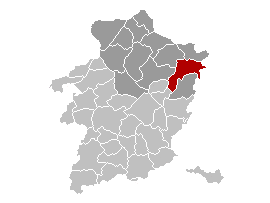
Localización de Maaseik en Limburgo.

Maaseik es un municipio situado en la provincia belga de Limburgo. La ciudad está situada a orillas del río Mosa, junto a la frontera con los Países Bajos. El municipio incluye la ciudad de Maaseik, los pueblos de Neeroeteren y Opoeteren y los caseríos de Aldeneik, Heppeneert, Wurfeld, Sint-Jansberg, Ven y Gremelslo. Tiene alrededor de 25.000 habitantes.

## Historia
Fortaleza del Principado de Lieja, fue ocupada por las tropas francesas de 1672-1675 y las imperiales entre 1677-1681. En 1684 sufrió un grave incendio que la destruyó en gran parte.

## Celebridades
- Aquí nacieron los pintores del siglo XV Jan van Eyck y Hubert van Eyck.
- El piloto de carreras Max Verstappen residió aquí durante la minoría de edad.

## Demografía

### Evolución
Todos los datos históricos relativos al actual municipio, el siguiente gráfico refleja su evolución demográfica, incluyendo municipios después de efectuada la fusión el 1 de enero de 1977.
| Gráfica de evolución demográfica de Maaseik entre 1846 y 2020 |
|                                                               |